# Erzwungener Schwimmtest
Der Forced Swimming Test (erzwungener Schwimmtest) nach Porsolt oder Behavioural Despair Test (Verhaltenstest über Hoffnungslosigkeit) ist ein Test, der die Reaktion von Nagetieren auf die Gefahr des Ertrinkens untersucht. Um die Wirksamkeit von Antidepressiva zu beurteilen, wird das Ergebnis dieses Testes als Maßstab der Empfindlichkeit gegenüber negativen Stimmungen ausgelegt, obwohl diese Bewertung erheblich angezweifelt wird.

## Methode
Die Versuchstiere (Ratten oder Mäuse) werden an zwei aufeinanderfolgenden Tagen in einen Behälter aus Acrylglas, der mit Wasser gefüllt ist, gesetzt. Der erste Versuch dauert fünfzehn Minuten, danach folgt eine Pause von 24 Stunden, und der zweite Versuch dauert fünf Minuten. Die Länge der Zeit im zweiten Test, welche das Tier in Regungslosigkeit verbringt, wird gemessen. Bewegungen die notwendig sind, um den Kopf über Wasser zu halten, fallen nicht ins Gewicht. Es wurde festgestellt, dass verschiedene Antidepressiva sowie auch Elektrokrampftherapie den Zeitraum der Regungslosigkeit verkürzen.
In der modernen Realisierung des Tests werden Schwimmbewegungen und Kletterbewegungen getrennt bewertet, weil erkannt wurde, dass Serotonin-Wiederaufnahmehemmer Schwimmbewegungen erhöhen, wohingegen selektive Noradrenalin-Wiederaufnahmehemmer wie zum Beispiel Desipramin und Maprotilin eher Kletterbewegungen erhöhen.

## Kontroverse der Auslegung
Ursprünglich wurde Regungslosigkeit im zweiten Test als Verhaltenskorrelat zu negativer Stimmung ausgelegt, da es eine Art Hoffnungslosigkeit beim Tier zeigen würde. Nagetiere, welchen Antidepressiva verabreicht wurden, schwimmen oder klettern kräftiger und länger als Kontrollversuchstiere. Dieses Ergebnis wird als Beleg für die Gültigkeit des Tests bewertet. Kontroverse existiert aber unter Wissenschaftlern über diese Auslegung: Viele behaupten, dass die Regungslosigkeit eher durch Lernen oder Habituation entsteht und dadurch eine nützliche Anpassung darstellt; das Tier hat im zweiten Test weniger Angst, weil ihm der Testraum nun bekannt ist. Wenn Ratten im ersten Test in einen Behälter gesetzt werden, aus dem sie entkommen können und dadurch keine Verzweiflung erfahren, zeigen sie dennoch im zweiten Test verminderte Mobilität.
Die Bezeichnung als „Verhaltenstest über Hoffnungslosigkeit“ hat eine anthropomorphe Konnotation und ist auch eine subjektive Beschreibung, weil es unklar ist, ob der Test eine zuverlässige Einschätzung über Stimmungen wie Hoffnungslosigkeit darstellt.